# Star Wars (саундтрек)
Зоряні війни. Епізод IV: Нова надія (саундтрек) (англ. Star Wars Episode IV: A New Hope Soundtrack) — саундтрек американського композитора Джона Вільямса до першої частини із саги Зоряних війн — «Зоряні війни. Епізод IV. Нова надія» (1977), режисера Джорджа Лукаса.
Композиції до фільму були записані Лондонським симфонічним оркестром в березні 1977 року. Диригентом був сам Вільямс. 
Того ж року Джон Вільямс отримав Оскара за музику до картини. Також йому була присуджена премія Золотий глобус та три Ґреммі.
Композитор надалі написав нові саундтреки до двох наступних частин (V та VI епізодів). З 1999 року Вільямс знову виступив композитором, тільки тепер вже для трилогії-приквелу (І, ІІ та ІІІ епізоди).
У 2005 році Американський інститут кіномистецтва визнав музику оригінальних «Зоряних війн», як один з найкращих саундтреків до картин всіх часів та народів.

## Перше видання

### 1-а сторона
1. Main Theme — 5:20
2. Imperial Attack — 6:10
3. Princess Leia's Theme — 4:18
4. The Desert and the Robot Auction — 2:51

### 2-а сторона
1. Ben's Death and TIE Fighter Attack — 3:46
2. The Little People Work — 4:02
3. Rescue of the Princess — 4:46
4. Inner City — 4:12
5. Cantina Band — 2:44

### 3-а сторона
1. The Land of the Sandpeople — 2:50
2. Mouse Robot and Blasting Off — 4:01
3. The Return Home — 2:46
4. The Walls Converge — 4:31
5. The Princess Appears — 4:04

### 4-а сторона
1. The Last Battle — 12:05
2. The Throne Room and End Title — 5:28

Загальна тривалість: 74:58

## Реліз на CD

### 1-й диск
1. Main Theme — 5:20
2. Imperial Attack — 6:10
3. Princess Leia's Theme — 4:18
4. The Desert and the Robot Auction — 2:51
5. Ben's Death and TIE Fighter Attack — 3:46
6. The Little People Work — 4:02
7. Rescue of the Princess — 4:24
8. Inner City — 4:12
9. Cantina Band — 2:44

### 2-й диск
1. The Land of the Sandpeople — 2:50
2. Mouse Robot and Blasting Off — 4:01
3. The Return Home — 2:46
4. The Walls Converge — 4:31
5. The Princess Appears — 4:04
6. The Last Battle — 12:05
7. The Throne Room and End Title — 5:28

## Зоряні війни: Антологія саундтреків
- 1993 року студією «Twentieth Century Fox» було видано чотири альбоми музичних композицій Джона Вільямса до оригінальної трилогії Зоряних війн.

1. 20th Century Fox Fanfare with Cinema Scope Extension
2. Main Title
3. Imperial Attack
4. The Desert
5. The Little People Work
6. The Princess Appears
7. The Land of the Sand People
8. The Return Home
9. Inner City
10. Mouse Robot/Blasting Off
11. Rescue of the Princess
12. The Walls Converge
13. Ben's Death/Tie Fighter Attack
14. Princess Leia's Theme
15. The Last Battle
16. The Throne Room/End Title

Також в музичному альбомі вміщено декілька «додаткових» треків.

## Спеціальне видання

### 1-й диск
1. 20th Century Fox Fanfare (Альфред Ньюман, 1954) — 0:23
2. Main Title/Rebel Blockade Runner — 2:14
3. Imperial Attack — 6:43
4. The Dune Sea of Tatooine/Jawa Sandcrawler — 5:01
5. The Moisture Farm — 2:25
6. The Hologram/Binary Sunset — 4:10
7. Landspeeder Search/Attack of the Sandpeople — 3:20
8. Tales of a Jedi Knight/Learn About the Force — 4:29
9. Burning Homestead — 2:50
10. Mos Eisley Spaceport — 2:16
11. Cantina Band — 2:47
12. Cantina Band #2 — 3:56
13. Archival Bonus Track: Binary Sunset (Alternate) — 2:19

Загальна тривалість: 57:33

### 2-й диск
1. Princess Leia's Theme — 4:27
2. The Millennium Falcon/Imperial Cruiser Pursuit — 3:51
3. Destruction of Alderaan — 1:32
4. The Death Star/The Stormtroopers — 3:35
5. Wookiee Prisoner/Detention Block Ambush — 4:01
6. Shootout in the Cell Bay/Dianoga — 3:48
7. The Trash Compactor — 3:07
8. The Tractor Beam/Chasm Crossfire — 5:18
9. Ben Kenobi's Death/Tie Fighter Attack — 3:51
10. The Battle of Yavin — 9:07
  1. Launch from the Fourth Moon — 1:12
  2. X-Wings Draw Fire — 6:50
  3. Use The Force — 2:05
11. The Throne Room/End Title — 5:38

Загальна тривалість: 48:16